# Sejangat
Sejangat is een bestuurslaag in het regentschap Bengkalis van de provincie Riau, Indonesië. Sejangat telt 4804 inwoners (volkstelling 2010).